# Blue Valentine
Blue Valentine – amerykański niezależny melodramat z 2010 roku w reżyserii Dereka Cianfrance'a.
Światowa premiera filmu miała miejsce 24 stycznia 2010 podczas Sundance Film Festival. Następnie film został zaprezentowany na 63. MFF w Cannes, gdzie był wyświetlany w sekcji Un Certain Regard.
Muzykę do filmu skomponowała pochodząca z Brooklynu grupa Grizzly Bear.

## Fabuła
Film przedstawia historię małżeństwa Deana (Ryan Gosling) i Cindy (Michelle Williams). Akcja na przemian cofa się lub pokazuje niedaleką przyszłość – czas między ich zalotami a rozwiązaniem małżeństwa kilka lat później.
Dean to młody mężczyzna, pracujący w nowojorskiej firmie. Cindy jest studentką medycyny, mieszkają wraz z nieszczęśliwymi rodzicami i schorowaną babcią w Pensylwanii. Spotykają się przypadkiem – to jednak wystarczy, aby oboje w ciągu kilku tygodni głęboko się w sobie zakochali. Szybko biorą ślub, gdy odkrywają, iż Cindy jest w ciąży z poprzedniego związku. Jednak sielanka nie trwa długo.

## Obsada
- Ryan Gosling jako Dean Heller
- Michelle Williams jako Cindy Heller
- Faith Wladyka jako Frankie
- John Doman jako Jerry
- Mike Vogel jako Bobby
- Ben Shenkman jako Sam Feinberg
- Marshall Johnson jako szeryf
- Jen Jones jako babcia
- Maryann Plunkett jako Glenda

i inni

## Kontrowersje
W dniu 8 października 2010 filmowi urzędowo nadano kategorię wiekową NC-17 (czyli wyłącznie dla osób powyżej siedemnastego roku życia  – najwyższa kategoria wiekowa) dla oznaczenia filmu w amerykańskich kinach. Kategoria ta została nadana ze względu na intensywne emocjonalnie sceny seksu. Jednak The Weinstein Company odwołała się od decyzji, gdyż wysoka kategoria mogłaby wpłynąć na zyski z amerykańskich kin. Odwołanie powiodło się i w dniu 8 grudnia 2010 r. film otrzymał od MPAA kategorię R (czyli osoby poniżej siedemnastu lat mogą oglądać film jedynie z rodzicem lub pełnoletnim opiekunem).

## Nagrody i nominacje
Oscary 2010
- nominacja: najlepsza aktorka pierwszoplanowa – Michelle Williams

Złote Globy 2010
- nominacja: najlepszy aktor w filmie dramatycznym – Ryan Gosling
- nominacja: najlepsza aktorka w filmie dramatycznym – Michelle Williams

Nagroda Satelita 2010
- nominacja: najlepszy film dramatyczny
- nominacja: najlepszy aktor w filmie dramatycznym – Ryan Gosling
- nominacja: najlepsza aktorka w filmie dramatycznym – Michelle Williams

Independent Spirit Awards 2010
- nominacja: najlepsza główna rola żeńska – Michelle Williams